# 4096 Kushiro
4096 Kushiro (1987 VC) là một tiểu hành tinh vành đai chính được phát hiện ngày 15 tháng 11 năm 1987 bởi Seiji Ueda và Hiroshi Kaneda ở Kushiro.